# Claude Perrault
Claude Perrault (Parigi, 25 settembre 1613 – Parigi, 9 ottobre 1688) è stato un medico e architetto francese.
Medico di professione e architetto per diletto, a lui si deve la facciata est del Louvre di Parigi, iniziata nel 1667 e che ebbe notevole influenza sull'architettura del periodo. Altrettanta influenza ebbe la sua traduzione dell'opera di Vitruvio, verso il quale ebbe però un atteggiamento parzialmente critico. Ebbe numerosi fratelli tra cui gli scrittori Pierre (1611-1680) e Charles (1628-1703), nonché il teologo jansenista Nicolas (1624-1662). Morì per un'infezione contratta dopo aver sezionato un cammello al Jardin des Plantes.

## Vita e attività scientifica di Claude Perrault
Nacque il 25 settembre 1613, terzo di sette figli in una famiglia della borghesia agiata della Turenna.
Al termine degli studi all'Ecole de Médecine di Parigi, nel 1642 entrò nella ristretta cerchia (circa un centinaio) dei medici abilitati ad esercitare la professione nella capitale. Per circa vent'anni la sua fu la tipica vita di un membro della Facoltà di Medicina di Parigi: esercitò la professione e partecipò alle attività della facoltà, presso la quale insegnò fisiologia e patologia negli anni 1652 e 1653.
Intanto i suoi interessi si andavano estendendo a quasi tutti i campi delle scienze naturali (biologia, anatomia, fisiologia, botanica), come era naturale per un medico versato per la ricerca, in un periodo in cui non vi era ancora una forte specializzazione. Nel 1666, su segnalazione del fratello minore Charles, assistente di Jean-Baptiste_Colbert e figura influente a corte, entrò a far parte della Accademia Reale delle Scienze, da poco costituitasi, e da allora lasciò la professione medica per dedicarsi alla ricerca scientifica.
Perrault fu di natura enciclopedica; aveva la naturale curiosità e lo spirito critico dello scienziato e la Scienza fu la sua autentica vocazione. Per tutta la vita fino alla fine, l'attività scientifica assorbì la maggior parte del suo tempo. Per importanza nella storia della scienza Claude Perrault non è paragonabile ad altre figure dell'Accademia di quell'epoca, ma ebbe una mente acuta e originale e i suoi lavori meritarono l'attenzione e l'apprezzamento della comunità scientifica dentro e fuori la Francia.
Su sua proposta l'Accademia intraprese un vasto programma di ricerche anatomiche. I risultati di queste, sia nel campo dell'anatomia comparata che della botanica, furono pubblicati in magnifici volumi in folio nel 1671 e nel 1676, a cura delle stamperie reali, come testimonianza del progresso delle scienze sotto il patrocinio della Corona. Alle dissezioni Perrault fu costantemente presente con il ruolo di preparare disegni e descrizioni scritte delle parti anatomiche.
Le sue ricerche nel campo delle scienze naturali (dalla fisiologia, all'acustica, dallo studio dei fluidi a quello della percezione) furono pubblicate nei quattro volumi dei suoi Essais de Phisique(1680-1688).
Perrault fu inoltre molto interessato alla meccanica. Inventò un gran numero di macchine e strumenti (da macchine per sollevare pesi e acqua, a strumenti per misurare la pioggia o l'evaporazione). Di particolare interesse una sua calcolatrice meccanica che è considerata la prima con elementi lineari mobili. Lavorò per anni a un grande Trattato di Meccanica per il quale l'Accademia era stata incaricata da Colbert nel 1675, con la descrizione di principali tipi di macchine esistenti allora in Francia e in Europa. L'operazione editoriale non andò in porto, ma Perrault continuò a lavorare a un suo trattato di meccanica, che restò incompiuto al momento della morte, avvenuta nel 1688 a seguito dell'infezione del sangue, contratta nel corso della dissezione di un cammello presso l'Accademia delle Scienze.

## Contributi all'architettura

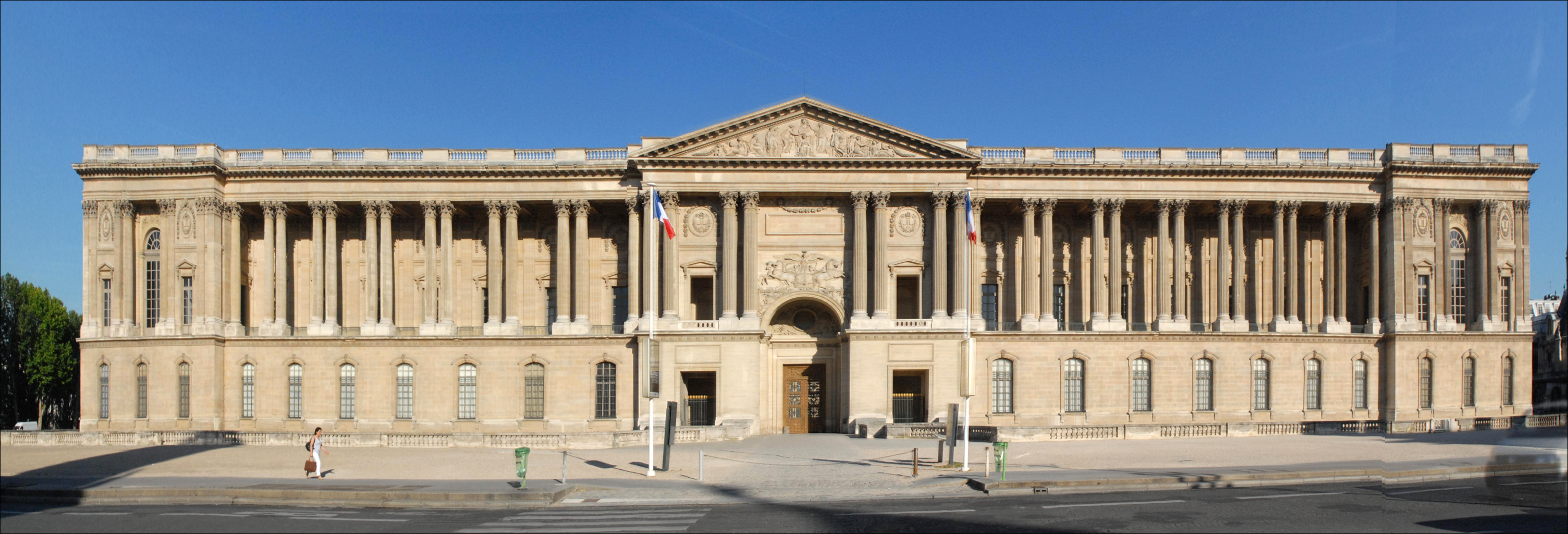
La facciata orientale del Palazzo del Louvre a Parigi

La teoria di Claude Perrault è una “soglia” nella teoria dell'architettura europea: il momento in cui si manifesta in essa, per la prima volta, il moderno disincantamento. Dopo di lui l'architettura non può essere più ingenua, non può credere con tranquilla fiducia alle sue “favole” metafisiche. In Perrault la modernità si annuncia attraverso la convergenza di razionalizzazione culturale e politico-sociale. Per la prima volta l'architettura viene investita in pieno dal nuovo razionalismo scientifico sia sul piano della teoria che del linguaggio architettonico, ma tale operazione di "razionalizzazione culturale" è parte integrante del progetto di "razionalizzazione sociale e politica" che è all'origine della formazione dello Stato assoluto francese. Concretamente la convergenza fra operazioni sul piano teorico, linguistico e politico-culturale, ispirate tutte dal nuovo approccio razionalista, si attua attraverso:
- Una teoria disincantata dell'architettura che smaschera l'infondatezza scientifica della teoria armonicistica e dimostra la natura arbitraria e convenzionale delle sue presunte regole "naturali" (e quindi universali e oggettive) trasmesse dalla trattatistica rinascimentale.
- La proposta, legittimata da tale assunto teorico, di regole "convenzionali” nell'uso del linguaggio classico, che siano razionalmente fondate (cioè aderenti al significato oggettivo-costruttivo dei suoi elementi) e di semplice utilizzo e diffusione. Il disincantamento teorico come presupposto per un approccio pragmatico e razionale all'architettura.
- (grazie a tali regole) Il progetto di estendere anche all'architettura, il nuovo sistema di controllo e organizzazione razionale tipico del nascente Stato moderno francese, facendo anche del campo della costruzione uno spazio sempre più omogeneo ispirato a regole razionali fissate dall'autorità centrale e applicate con uniformità ed efficienza in tutta la Francia (secondo finalità analoghe a quelle che ispireranno successivamente la unificazione dei sistemi di misura dello spazio e del tempo). Per tutto il Settecento, le conseguenze “relativistiche” della teoria di Perrault, ossia la natura del tutto arbitraria (ossia "culturale") del linguaggio architettonico, vengono vissute come un incubo e un pericolo incombente. Questo non solo dagli architetti legati ancora alla teoria tradizionale del classicismo, ma anche da quell'architettura "neoclassica" che si ispira ai miti illuministi della Natura e della Ragione e che in essi cerca ancora un fondamento assoluto e universale per l'Architettura. La teoria di Perrault verrà “riscoperta” ai primi dell'Ottocento da Durand, l'architetto la cui teoria totalmente disincantata e il cui pragmatismo didattico si mettono al servizio della infrastrutturazione del nuovo Stato napoleonico, l'istituzione attraverso cui la modernità irrompe irreversibilmente sulla scena politico-sociale dell'Europa.

Perrault fu, e si ritenne sempre, medico e scienziato prima che architetto. Tali erano la sua forma mentis e i suoi più profondi interessi. Per quanto fosse anche membro di fatto dell'Accademia reale di Architettura, oltre che membro ufficiale dell'Accademia delle Scienze, nel suo epitaffio viene ricordato solo come M. Perrault de l'Académie Royale des Sciences Docteur en Mèdecine de la Faculté de Paris. Egli stesso in un colloquio con Leibniz disse di non essere un architetto di professione, né che avrebbe mai voluto abbandonare tutto per l'architettura.
Eppure il posto che egli occupa nella storia dell'architettura è probabilmente più rilevante di quello che gli spetta nella storia della scienza e questo proprio grazie alla sua formazione e mentalità di scienziato che gli fornirono un punto di vista nuovo rispetto a quello dominante nella tradizione in cui si formavano gli architetti professionisti.
La sua importanza storica rivoluzionaria sta infatti nell'aver introdotto per la prima volta nella teoria dell'architettura il punto di vista “moderno”, razionalista e disincantato, che si era già affermato in campo scientifico.
Sarebbe eccessivo attribuire alla sua teoria una incidenza diretta e diffusione tali da mettere in crisi la plurisecolare tradizione dell'architettura classicista; di fatto questa crisi maturerà nel corso del XVIII secolo non tanto a causa degli scritti di Perrault, quanto per effetto di alcuni mutamenti di portata epocale della società e della mentalità europee.
In vista nell'evoluzione successiva dell'architettura, il contributo concreto della teoria di Perrault è nel fatto che essa quasi “in laboratorio”, applicando alla teoria classicista l'agente corrosivo di una razionalità disincantata, (proprio quella razionalità scientifica i cui effetti si manifesteranno nei mutamenti sociali e mentali del secolo seguente), riorganizza secondo un approccio innovativo, il campo teorico dell'Architettura.
La nuova ripartizione da lui introdotta, fra POSITIVO e ARBITRARIO coglie i due piani fondamentali sui quali l'Architettura, ormai concepita come prodotto storico e relativo, sarà chiamata a rispondere delle sue scelte dal XVIII secolo in poi: come strumento tecnico-funzionale e come oggetto "culturale". Come scrive Rykwert a proposito di questa distinzione “Perrault introduce i principi che da allora in avanti avrebbero influenzato ogni discussione di problemi architettonici”(46).

## La traduzione delDe architecturadi Vitruvio e la teoria dell'architettura
L'unica traduzione di Vitruvio in francese, quella di Jean Martin del 1547, era ormai giudicata del tutto insufficiente. Una nuova traduzione che rappresentasse un riferimento teorico ufficiale e autorevole per l'Architettura francese, era una necessità impellente nell'ambito della politica culturale centralistica di Colbert che avrebbe portato, nel 1671, alla fondazione dell'Accademia reale di Architettura.
La traduzione dei dieci libri del De architectura era un'impresa difficile e complessa: per il confronto necessario fra i vari codici superstiti, per l'oscurità di alcuni passi, per i rimandi necessari ai numerosi commenti precedenti, per i riferimenti da verificare ad edifici antichi ancora esistenti e non ultimo per la molteplicità di argomenti tecnici e scientifici di cui l'autore latino si interessava (dalla struttura organica degli alberi, alle caratteristiche delle acque, o dei materiali da costruzione, alle macchine, ecc.). Alla conoscenza del latino e del greco, occorreva che fosse associata, oltre alla ovvia competenza teorica, storica e pratica in architettura, anche quella in una varietà di campi delle scienze naturali e della tecnica.
Dando prova del rigore del suo approccio metodologico Perrault riuscì nel difficile compito affidatogli da Colbert. La sua molteplicità di interessi, acutezza logica e rigore scientifico fecero sì che, nel relativamente breve tempo di sei o sette anni, egli portasse a termine l'opera, pubblicata nel 1673, raggiungendo un risultato da allora unanimemente apprezzato per la sua alta qualità scientifica.
Nel ricchissimo apparato di note, Perrault riuscì spesso a chiarire passi oscuri e a lungo controversi, facendo anche ricorso alle sue conoscenze ed esperienze dirette in campo scientifico. L'opera fu ampiamente letta e commentata in un gran numero di sedute dell'Accademia reale di Architettura, fra il 1674 e il 1676.
L'interesse teorico per l'architettura accompagnò Perrault anche negli anni seguenti alla pubblicazione della prima edizione della traduzione di Vitruvio. Per circa dieci anni successivi egli lavorò ad una seconda edizione ampliata che vide la luce nel 1684. Un anno prima aveva pubblicato la sua opera teorica forse più innovativa, nella forma di un piccolo trattato sugli ordini, Ordonnance des cinq espèces de colonnes selon la méthode des anciens, nel quale esponeva in forma sistematica, e rivolgendosi ad un pubblico più ampio, la sua concezione teorica dell'architettura che fino a quel momento poteva solo essere ricostruita a partire da poche note disperse nella sua edizione di Vitruvio.

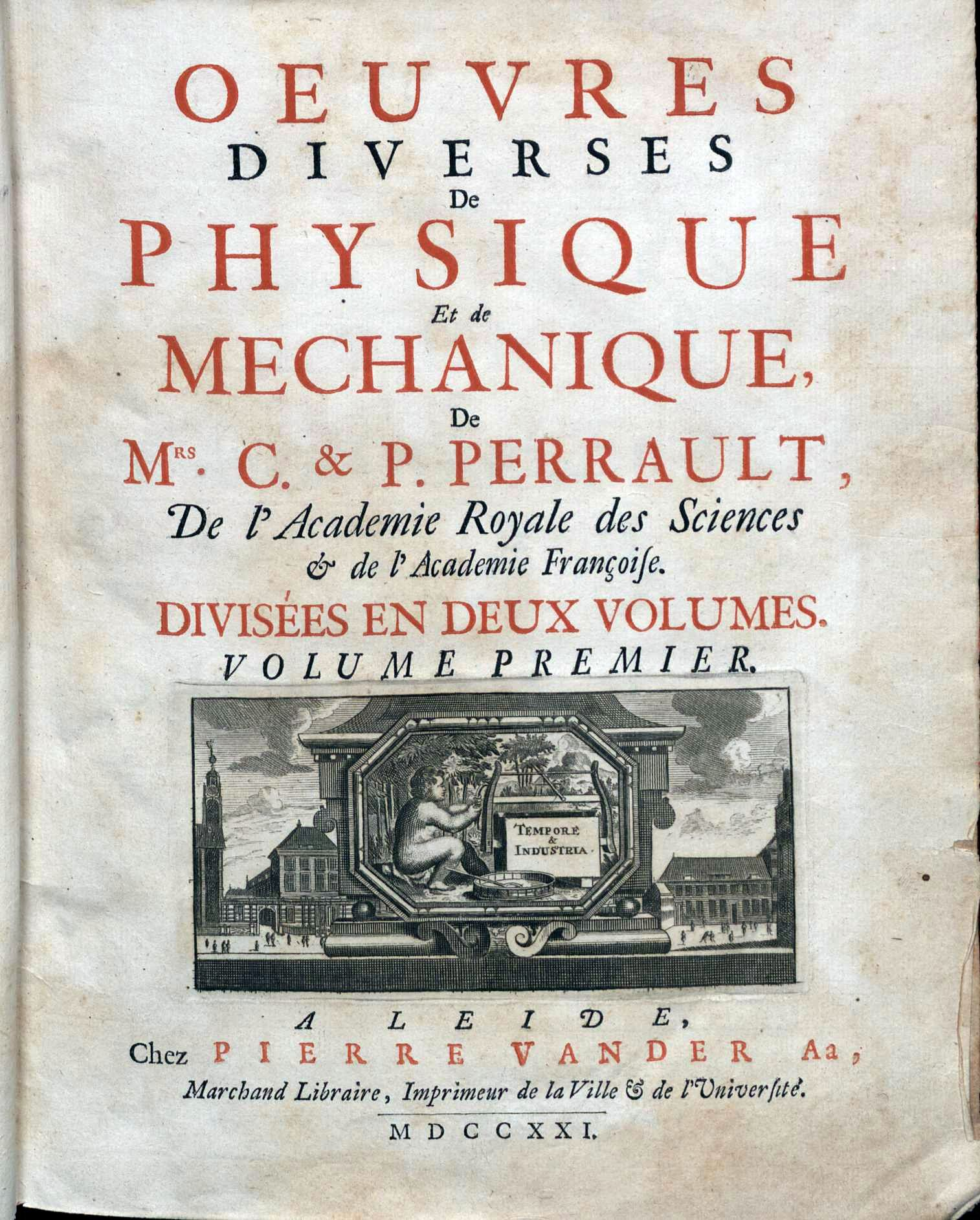
Oeuvres diverses de physique et de mechanique, 1721

## Opere
- (FR) Oeuvres diverses de physique et de mechanique, vol. 1, Leiden, Pieter van der Aa (1.), 1721.